# پیتر مرتسهایمر
پیتر مرتسهایمر (آلمانی: Peter Märthesheimer؛ ‏ ۹ ژوئیهٔ ۱۹۳۷ – ۱۸ ژوئن ۲۰۰۴) فیلم‌نامه‌نویس، تهیه‌کننده موسیقی و مؤلف اهل آلمان بود.
از فیلم‌ها یا مجموعه‌های تلویزیونی که وی در آن‌ها نقش داشته‌است، می‌توان به دختر و پلیس، نومیدی، ازدواج ماریا براون، اشتیاق ورونیکا فوس و صحنه جرم اشاره نمود.
وی همچنین برندهٔ جوایزی همچون جایزه گریمه شده‌است.